# Kostiantyn Balitsky
Kostiantyn Balitsky –en ucraniano, Костянтин Баліцький– (24 de enero de 1987) es un deportista ucraniano que compitió en lucha grecorromana. Ganó una medalla de plata en el Campeonato Europeo de Lucha de 2010, en la categoría de 60 kg.

## Palmarés internacional
| Campeonato Europeo | Campeonato Europeo | Campeonato Europeo | Campeonato Europeo |
| Año                | Lugar              | Medalla            | Categoría          |
| ------------------ | ------------------ | ------------------ | ------------------ |
| 2010               | Bakú (Azerbaiyán)  | Medalla de plata   | 60 kg              |